# 趙彥 (東漢)
趙彥（？—？），徐州琅琊（今山東省臨沂市沂南縣）人，東漢末年人物。東漢漢獻帝時議郎。

## 生平
延熹三年（160年），琅邪郡境內因琅邪賊勞丙與太山賊叔孫無忌作亂，許多地方皆受到了傷害，朝廷任命宗資為討寇中郎將，負責各郡聯合討伐賊寇。而趙彥獻上了「孤虛之法」，根據叔孫無忌等賊寇囤聚的位置，指出莒縣附近有「五陽之地」，說明要平定賊寇應該發動「五陽郡兵」，宗資將此計策上奏朝廷，最終成功平息徐州和兗州叛亂。
後因時任議郎的趙彥忠諫直言而向獻帝進言分析局勢和對策，曹操大感厭惡，於是被曹操殺害。

## 延伸阅读
[在维基数据编辑]
 《後漢書/卷82下》，出自范晔《後漢書》